# Joseph Cimpaye
Joseph Cimpaye, född 1932, död 1972, var en burundisk, hutuisk politiker. Han tillhörde partiet UPP (Union des Partis Populaires) och var det självständiga Burundis förste regeringschef, från 26 januari till 28 september 1961. I parlamentsvalet i september det året vann UPRONA-partiet; Cimpaye efterträddes av det förras ledare, tillika kung Mwambutsa IV:s son, prins Louis Rwagasore.